# Anna Kozak
Anna Kozak, född den 22 juni 1974, är en vitrysk friidrottare som tävlar huvudsakligen på 400 meter. 
Individuellt har Kozak två gånger varit i semifinal vid ett världsmästerskap. Såväl 2001 som 2005 slutade hon sist i sin semifinal och kvalificerade sig inte vidare till finalen.
Som en del av det vitryska stafettlaget över 4 x 400 meter har hon varit med att vinna två VM-silver inomhus, ett VM-brons inomhus och ett EM-silver utomhus.

## Personliga rekord
- 400 meter - 51,36